# Barierata
Barierata é um filme de drama búlgaro de 1979 dirigido e escrito por Christo Christov e Pavel Vezhinov. Foi selecionado como representante da Bulgária à edição do Oscar 1980, organizada pela Academia de Artes e Ciências Cinematográficas.

## Elenco
- Innokentiy Smoktunovskiy - Antoni Manev
- Vania Tzvetkova - Doroteya
- Yevgeniya Barakova - Saprugata
- Maria Dimcheva - D-r Yurukova
- Ivan Kondov - Sledovatelyat
- Roumiania Parvanova - Mashtehata